# Орансан (Жер)
Оранса́н (фр. Aurensan) — коммуна во Франции, находится в регионе Юг — Пиренеи. Департамент — Жер. Входит в состав кантона Рискль. Округ коммуны — Миранд.
Код INSEE коммуны — 32017.

## География
Коммуна расположена приблизительно в 620 км к югу от Парижа, в 135 км западнее Тулузы, в 65 км к западу от Оша.
По территории коммуны протекает река Ларсис.

## Климат
Климат умеренно-океанический. Лето жаркое и немного дождливое, температура часто превышает 35 °С. Зимой часто бывает отрицательная температура и ночные заморозки. Годовое количество осадков — 700—900 мм.

## Население
Население коммуны на 2010 год составляло 129 человек.
| 1962 | 1968 | 1975 | 1982 | 1990 | 1999 | 2010 |
| ---- | ---- | ---- | ---- | ---- | ---- | ---- |
| 189  | 170  | 171  | 167  | 136  | 129  | 129  |

## Администрация
| Период | Период | Фамилия    | Партия       | Примечания |
| ------ | ------ | ---------- | ------------ | ---------- |
| 2001   | 2008   | Робер Тё   | Разные левые |            |
| 2008   | 2020   | Ален Лалан | беспартийный |            |

## Экономика
В 2010 году среди 78 человек трудоспособного возраста (15-64 лет) 57 были экономически активными, 21 — неактивными (показатель активности — 73,1 %, в 1999 году было 80,5 %). Из 57 активных жителей работали 57 человек (28 мужчин и 29 женщин), безработных не было. Среди 21 неактивных 5 человек были учениками или студентами, 9 — пенсионерами, 7 были неактивными по другим причинам.

## Достопримечетельности
- Церковь Св. Христофора (XVII век)